# Gerhard Erren
Gerhard Josef Arnold Erren (* 4. März 1901 in Mittenbrück; † 17. Juli 1984 in Hamburg-Bergedorf) war ein deutscher Nationalsozialist, der während des Zweiten Weltkrieges als Gebietskommissar im weißrussischen Slonim für die Ermordung von Tausenden von Juden verantwortlich war.

## Leben
Erren gehörte nach dem Ersten Weltkrieg verschiedenen Freikorps und Grenzschutzverbänden an. Nach dem Abschluss seiner Lehrerausbildung war er als Sportlehrer in Oberschlesien beschäftigt. Seit Anfang Oktober 1928 war er mit Maria, geborene Müller, verheiratet.
Politisch wandte er sich zu Beginn der 1930er Jahre den Nationalsozialisten zu. Er konnte jedoch erst nach der Machtübergabe an die Nationalsozialisten zum 1. Mai 1933 der NSDAP beitreten (Mitgliedsnummer 3.532.894), da er den Oberschlesischen Landesschützen angehörte, welche in die Reichswehr eingegliedert worden waren. Ab 1933 war er an einer Sportschule der Partei im Gau Oberschlesien tätig und war ab 1934 Politischer Leiter der NSDAP. Nach Absolvierung eines Sonderlehrgangs auf der Ordensburg Vogelsang war er von 1937 bis 1939 Kameradschaftsführer auf der NS-Ordensburg Krössinsee.
Nach Beginn des Zweiten Weltkrieges war er von Dezember 1939 bis Juli 1941 zur Wehrmacht eingezogen. Im Generalbezirk Weißruthenien war er von August 1941 bis Juli 1944 Gebietskommissar in Slonim und dort zusätzlich örtlicher und politischer Leiter der NSDAP. Erren war in Slonim für Ermordung von Juden in großem Umfang verantwortlich.

„Bei meiner Ankunft zählte das Gebiet Slonim ca. 25.000 Juden, davon allein in der Stadt Slonim ca. 16000, also über zwei Drittel der gesamten Stadtbevölkerung. Ein Ghetto einzurichten war unmöglich, da weder Stacheldraht noch Bewachungsmöglichkeiten vorhanden waren. Daher traf ich von vornherein Vorbereitungen für eine künftige größere Aktion. Zunächst wurde die Enteignung durchgeführt und mit dem anfallenden Mobiliar und Gerät sämtliche deutsche Dienststellen einschließlich Wehrmachtsquartiere ausgestattet. […] Für Deutsche unbrauchbares Zeug wurde der Stadt zum Verkauf an die Bevölkerung freigegeben und der Erlös der Amtskasse zugeführt. Dann folgte eine genaue Erfassung der Juden nach Zahl, Alter und Beruf, eine Herausziehung aller Handwerker und Facharbeiter, ihre Kenntlichmachung durch Ausweise und gesonderte Unterbringung. Die vom SD am 13.11. durchgeführte Aktion befreite mich von unnötigen Fressern; und die jetzt vorhandenen ca. 7000 Juden in der Stadt Slonim sind sämtlich in den Arbeitsprozeß eingespannt, arbeiten willig aufgrund ständiger Todesangst und werden im Frühjahr genauestens für eine weitere Verminderung überprüft und aussortiert.“

Bei dieser Aktion erschien Erren mit der Waffe in der Hand im Ghetto, während die Juden aus den Häusern geprügelt wurden. Nach weiteren Judenmorden meldete Erren im September 1942 in einem Bericht: „Ich bin froh, die ursprünglich im Gebiet vorhanden gewesenen 25.000 Juden auf 500 zusammengeschmolzen zu sehen“. Erren, der am 2. März 1944 im Rang eines SS-Sturmbannführers in die SS aufgenommen wurde, war ab Februar 1945 Führer für weltanschauliche Schulung bei der Waffen-SS.
Nach Kriegsende befand sich Erren bis Januar 1948 in britischer Internierung. Durch Falschangaben zu seiner Person konnte Erren 1949 seinen Lehrerberuf an der Technischen Oberschule „Am Brink“ in Hamburg-Bergedorf wieder aufnehmen und wurde 1951 verbeamtet. Die Hamburger Justiz leitete 1960 ein langjähriges Ermittlungsverfahren gegen Erren ein, dessen Voruntersuchungen erst 1969 abgeschlossen werden konnten. Allerdings wurde er nach der Einleitung des Ermittlungsverfahrens 1960 aus dem Schuldienst entlassen. Von 1961 bis 1971 war Erren Lehrer an einer Privatschule.
Am 25. Juni 1974 wurde Erren durch das Landgericht Hamburg zu lebenslanger Haft verurteilt. Das Gericht hatte seine „Schuld am Tod von 15 000 Juden“ festgestellt. Er sei ein Herrenmensch gewesen, „der mit Hund und Peitsche durch Slonim ging und in aller Öffentlichkeit auf Juden einschlug“. Erren musste die Haftstrafe jedoch nicht antreten, da das Urteil am 16. September 1975 vom Bundesgerichtshof aus formalen Gründen kassiert und der Prozess an das Landgericht Hamburg zurückgewiesen wurde. Die erneute Verhandlung 1976 kam wegen Verhandlungsunfähigkeit Errens nicht mehr zustande.